# Jérôme-Martin Langlois
Pour les articles homonymes, voir Langlois.
Jérôme-Martin Langlois né le 11 mars 1779 à Paris et mort dans la même ville le 28 décembre 1838 est un peintre français néo-classique.

## Biographie
Jérôme-Martin Langlois est le fils du peintre miniaturiste Jérôme Langlois (1753-1804), qui désapprouva tout d'abord sa vocation de peintre. Ce qui n'empêcha pas pour autant Jérome-Martin Langlois d'entrer à l'atelier de Jacques-Louis David. Il fut chargé par son maître de réaliser une copie non signée du Marat assassiné et il remplacera Jean-Pierre Franque comme assistant sur le tableau des Sabines. Premier prix de Rome en 1809 avec Priam aux pieds d'Achille, il expose au Salon de peinture dès 1805. Proche de David, il est le dernier à peindre son portrait quand celui-ci est en exil à Bruxelles. En 1838, peu avant sa mort, il est nommé membre de l'Institut.

## Liste de peintures de Jérôme-Martin Langlois
| Tableau | Titre                                                                               | Date      | Dimensions       | Notes                                                                                          | Lieu de conservation                                               |
| ------- | ----------------------------------------------------------------------------------- | --------- | ---------------- | ---------------------------------------------------------------------------------------------- | ------------------------------------------------------------------ |
|         |                                                                                     |           |                  |                                                                                                |                                                                    |
|         | La Mort de Démosthène                                                               | 1805      |                  |                                                                                                | Localisation inconnue                                              |
|         | Le Retour de l'enfant prodigue                                                      | 1806      | 130 × 112,5 cm   |                                                                                                | Collection particulière, Philadelphie, États-Unis[réf. nécessaire] |
|         | Thésée vainqueur du Minotaure                                                       | 1807      |                  |                                                                                                | Localisation inconnue                                              |
|         | Priam aux pieds d'Achille (esquisse)                                                | 1809      | 24,5 × 31,5 cm   |                                                                                                | Paris, École nationale supérieure des beaux-arts                   |
|         | Priam aux pieds d'Achille                                                           | 1809      | 113 × 146 cm     |                                                                                                | Paris, École nationale supérieure des beaux-arts                   |
|         | Cassandre. Figure d'étude ou Cassandre implorant la vengeance de Minerve            | 1810      | 180 × 193 cm     |                                                                                                | Chambéry, musée des Beaux-Arts                                     |
|         | Portrait de femme en robe rouge                                                     | 1817      | 73 × 59 cm       |                                                                                                | Localisation inconnue                                              |
|         | Alexandre cédant Campaspe à Apelle                                                  | 1819      | 257 × 318 cm     |                                                                                                | Toulouse, musée des Augustins                                      |
|         | Diane et Endymion (esquisse)                                                        | 1822      |                  |                                                                                                | Vic-sur-Seille, musée départemental Georges-de-La-Tour             |
|         | Diane et Endymion                                                                   | vers 1822 | 320 × 211 cm     | Une œuvre similaire, conservée à Amiens au musée de Picardie, a été perdue ou détruite en 1918 | Collection de la chanteuse Madonna depuis 1989, États-Unis.        |
|         | Portrait de Monseigneur de Belzunce de Castelmoron, évêque de Marseille             | 1824      | 245 × 178 cm     |                                                                                                | Marseille, musée des Beaux-Arts                                    |
|         | Portrait de Jacques-Louis David                                                     | 1825      | 88 × 75 cm       |                                                                                                | Paris, musée du Louvre                                             |
|         | La Mort d'Hyrnéto, femme de Deiphonte, roi d'Épidaure                               | 1828      | 352 × 460 cm     | œuvre détruite dans l'incendie de 1871                                                         | Paris, palais des Tuileries                                        |
|         | Autoportrait                                                                        | vers 1830 | 64,5 × 54,6 cm   |                                                                                                | Pasadena, Norton Simon Museum                                      |
|         | Portrait du maréchal Ney                                                            | 1832      | 218 × 130 cm     | œuvre détruite dans l'incendie de 1871                                                         | Paris, palais des Tuileries                                        |
|         | Roger de Saint-Lary, seigneur de Bellegarde, maréchal de France                     | 1835      | 71 × 56 cm       |                                                                                                | Versailles, musée national du château                              |
|         | François-Annibal d'Estrées, maréchal de France                                      | 1835      | 73 × 57 cm       |                                                                                                | Versailles, musée national du château                              |
|         | Urbain de Maillé, marquis de Brézé, maréchal de France                              | 1835      | 73 × 57 cm       |                                                                                                | Versailles, musée national du château                              |
|         | Jacques de Goyon, sire de Matignon, maréchal de France                              | 1835      | 71 × 56 cm       |                                                                                                | Versailles, musée national du château                              |
|         | Portrait de femme                                                                   |           | 46 × 36 cm       |                                                                                                | Montauban, musée Ingres-Bourdelle                                  |
|         | Napoléon Bonaparte franchissant le mont Saint-Bernard (d'après Jacques-Louis David) |           | 271 × 232 cm     |                                                                                                | Versailles, musée national du château                              |
|         | La Mort de Marat (d'après Jacques-Louis David)                                      |           | 157,5 × 135,7 cm |                                                                                                | Versailles, musée national du château                              |

Œuvres non localisées
- 1806 : Une leçon de sourds-muet ; Une Jeune fille demandant l'aumône.
- 1808 : Portrait de Mme *** et sa fille ; Portrait d'une jeune fille.
- 1812 : L'Abbé Sicard donnant à ses élèves une leçon sur la conjugaison du verbe être au futur ; Portrait de l'auteur.
- 1814 : L'Abbé Sicard donnant une leçon à ses élèves.
- 1817 : L'Enlévement de Déjanire par le centaure Nessus.
- 1819 : Portrait de M. D…. Chirurgien mécanicien ; plusieurs portraits.
- 1822 : Saint Hilaire écrivant contre l'arianisme ; plusieurs portraits.
- 1824 : Portrait en pied de M. de Belzunce, évêque de Marseille ; Portrait de M. Z. G. ; plusieurs portraits.
- 1827 : Portrait de Mme *** avec ses enfants ; Étude d'une petite fille.
- 1831 : Portrait de Mme L. ; plusieurs portraits.
- 1833 : Portrait de M. B. de B… ; Portrait de M. A. S.; plusieurs portraits.
- 1835 : Portrait de Mme C. ; Portrait de Mme de Saint-M.
- 1837 : Portraits de M. F.
- 1838 : Portrait de M. E. F. ; Portrait de M. M. ; Portrait de Mme C. S. ; Portrait de Mme D.